# Agalmyla elegans
Agalmyla elegans är en tvåhjärtbladig växtart som först beskrevs av Karl Moritz Schumann och Carl Karl Adolf Georg Lauterbach, och fick sitt nu gällande namn av Olive Mary Hilliard och Brian Laurence Burtt. Agalmyla elegans ingår i släktet Agalmyla och familjen Gesneriaceae. Inga underarter finns listade i Catalogue of Life.